# واين دافنبورت
واين دافنبورت (بالإنجليزية: Bill Davenport)‏ هو لاعب كرة قدم أمريكية أمريكي، ولد في 16 ديسمبر 1906 في سان سابا في الولايات المتحدة، وتوفي في 27 أبريل 2001 في سان أنجيلو في الولايات المتحدة.